# Amazonas (entreprise)
Pour les articles homonymes, voir Amazonas.
 (mai 2022).
Motif : Confus : entreprise/marque, moto : scinder en deux articles (avec leur infobox).
Amazonas Motocicletas Especiais ou AME est une marque brésilienne de motocyclettes dont les motorisations sont toutes issues du quatre cylindres Volkswagen Coccinelle, fabriquées sur place.
L'unique modèle fabriqué prend le nom d'Amazonas. Elle est présentée en trois déclinaison : tourisme, sport ou militaire.
L'Amazonas naît de l'esprit de Luiz Antonio Gomi et José Carlos Biston.
L'Amazonas, étant aussi équipée de la boite de vitesses de la Coccinelle, est pourvue d'une marche arrière simplifiant les manœuvres à l'arrêt.
Depuis le début des années 2000, les Amazonas sont refabriquées par TMA.